# Warren McCulloch
Warren Sturgis McCulloch (* 16. November 1898 in Orange, New Jersey; † 24. September 1969 in Cambridge, Massachusetts) war ein amerikanischer Neurophysiologe und Kybernetiker.

## Leben
McCulloch besuchte das Haverford College und studierte Philosophie und Psychologie in Yale mit dem Bachelor-Abschluss 1921 und Psychologie an der Columbia University mit dem Master-Abschluss (M.A.) 1923. Danach studierte er Medizin am Columbia University College of Physicians and Surgeons mit dem M.D. Abschluss 1927 gefolgt vom Praktikum (Internship) im Bellevue Hospital in New York mit Spezialisierung auf Neurologie. 1934 bis 1941 war er am Labor für Neurophysiologie der Yale University, an der er zuletzt Assistant Professor war, und ab 1941 Associate Professor und später Professor für Psychiatrie am Medical College der University of Illinois in Chicago (Illinois Neuropsychiatric Institute).
Nach 1952 arbeitete McCulloch am MIT Research Laboratory of Electronics auf Einladung von Jerome Wiesner (der wiederum dem Rat von Norbert Wiener folgte). McCulloch akzeptierte wegen der guten Forschungsbedingungen, obwohl dies die Aufgabe seiner vollen Professur und geringere Bezahlung zur Folge hatte.
Er wurde berühmt durch frühe Arbeiten über Neuronale Netze und die Funktionsweise des Gehirns insbesondere mit Walter Pitts in den 1940er Jahren. Zusammen mit Pitts entwickelte McCulloch das Modell des McCulloch-Pitts-Neurons und sie konnten zeigen, dass Turing-berechenbare Programme durch ein endliches Netzwerk solcher künstlichen Neuronen berechnet werden können. Damit wurde er einer der Gründungsväter der Neuroinformatik. Er zeigte weiterhin, dass das Neuron die wesentliche logische Einheit in unserem Gehirn darstellt. Er forschte an der Yale University zunächst mit seinem Mentor Joannes Gregorius Dusser de Barenne (1885–1940), einem Pionier der Strychnin-Neuronographie, über funktionale Verbindungen im Neocortex von Affen und am MIT über Physiologie der Nervenschaltkreise im Rückenmark und am visuellen Kortex des Frosches mit Humberto Maturana, Pitts und Jerome (Jerry) Lettvin.
1957 wurde McCulloch in die American Academy of Arts and Sciences gewählt. Er war Gründungsmitglied der American Society for Cybernetics und wurde deren erster Präsident von 1967 bis 1968.
Er hatte breite Interessen, schrieb Gedichte und entwarf später Häuser und einen Damm für seine Farm in Old Lyme in Connecticut.

## Schriften
- mit Walter Pitts: A Logical Calculus of the Ideas Immanent in Nervous Activity. In: The Bulletin of Mathematical Biophysics. Band 5, Nummer 4, 1943, S. 115–133, doi:10.1007/BF02478259, (wieder abgedruckt in: Embodiments of mind. 1965, S. 19–39).
- A Heterarchy of Values Determined by the Topology of Nervous Nets. In: The Bulletin of Mathematical Biophysics. Band 7, Nummer 2, 1945, S. 89–93, doi:10.1007/BF02478457, (online (PDF; 51 kB)).
- mit Walter Pitts: How we know universals. The perception of visual and auditory forms. In: The Bulletin of Mathematical Biophysics. Band 9, Nummer 3, 1947, S. 127–147, doi:10.1007/BF02478291, (wieder abgedruckt in: Embodiments of Mind. 1965, S. 46–67).
- mit Jerome Y. Lettvin, Humberto R. Maturana und Walter H. Pitts: What the frog's eye tells the frog's brain. In: Proceedings of the Institute of Radio Engineers. Band 47, Nummer 11, 1959, S. 1940–1959, doi:10.1109/JRPROC.1959.287207, (wieder abgedruckt in: Embodiments of Mind. 1965, S. 230–255).
- mit Bradford Howland, Jerome Y. Lettvin, Walter Pitts und Patrick D. Wall: Reflex inhibition by dorsal root interaction. In: Journal of Neurophysiology. Band 18, Nummer 1, 1955, S. 1–17, doi:10.1152/jn.1955.18.1.1.
- mit Patrick D. Wall, Jerome Y. Lettvin und Walter H. Pitts: Effects of strychnine with special reference to spinal afferent fibres. In: Epilepsia. Series 3, Band 4, 1955, S. 29–40, doi:10.1111/j.1528-1157.1955.tb03171.x.
- mit Humberto R. Maturana, Jerome Y. Lettvin und Walter H. Pitts: Anatomy and physiology of vision in the frog (Rana pipiens). In: Journal of General Physiology. Band 43, Nummer 6, 1960, S. 129–175, doi:10.1085/jgp.43.6.129.
- Embodiments of Mind. MIT Press, Cambridge MA 1965 (Wieder: MIT Press, Cambridge MA u. a. 1988, ISBN 0-262-63114-8 (Auszug: Why the Mind is in the Head. S. 72–87. (PDF; 145 kB))).
  - Deutsche Übersetzung: Verkörperungen des Geistes (= Computerkultur. 7). Springer, Wien u. a. 2000, ISBN 3-211-82857-5.
- Collected Works of Warren S. McCulloch. Edited by Rook McCulloch. 4 Bände. Intersystems Publications, Salinas CA 1989, ISBN 0-914105-48-3.